# Мёртвая зона (телесериал)
«Мёртвая зона» (англ. The Dead Zone, англ. Stephen King's Dead Zone) — фантастический сериал американо-канадского производства, с Энтони Майклом Холлом в главной роли. Главный персонаж (Джон Смит) и основная сюжетная линия взяты из одноимённого романа Стивена Кинга.

## Сюжет
Учитель из маленького городка Джон Смит накануне своей свадьбы попадает в автомобильную аварию, в результате которой проводит шесть лет в коме. Очнувшись, он обнаруживает у себя способность к видению прошлого и будущего после прикосновения к предметам или людям. Врачи объясняют его новые возможности активизацией ранее не используемой «мёртвой зоной» в его мозгу, который таким образом пытается компенсировать ухудшенную после катастрофы функциональность. Пока Джон «отсутствовал», его девушка Сара вышла за другого, с которым растит сына, зачатого в ночь перед аварией.
Вскоре Смит начинает использовать свои способности для расследования преступлений, в этом ему помогают друзья: Сара (бывшая невеста), Уолт (её муж и местный шериф) и физиотерапевт Брюс. Постепенно Джон выясняет, что его видения — не окончательный вариант будущего. Это будущее можно изменить, если «подправить» нужную деталь в настоящем.

## В ролях
| Персонаж                    | Исполнитель роли  | Период участия |
| --------------------------- | ----------------- | -------------- |
| Джон Смит                   | Энтони Майкл Холл | 1—6 сезоны     |
| Сара (Брекнелл) Банерман    | Николь де Бур     | 1—6 сезоны     |
| шериф Уолт Банерман         | Крис Бруно        | 1—6 сезоны     |
| Джонни 'Джей-Джей' Банерман | Спенсер Ахтимичук | 1—5 сезоны     |
| Джонни 'Джей-Джей' Банерман | Коннор Прайс      | 6 сезон        |
| Брюс Льюис                  | Джон Л. Адамс     | 1—6 сезоны     |

## Список эпизодов

### Сезон 1: 2002
| |                             |                  |  |  |  |  |
| 1 | «Колесо фортуны (Часть 1)»  | 16 июня 2002     |  |  |  |  |
| Джон Смит просыпается после шести лет в коме. Он теперь может ощущать прошлое и будущее объектов и людей, которых он трогает. Его экс-невеста замужем за местным шерифом, и у неё есть шестилетний сын от Джона Смита, который ничего не знает о нём. |                             |                  |  |  |  |  |
| 2 | «Чем это кажется (Часть 2)» | 23 июня 2002     |  |  |  |  |
| Джонни посещает видение одной из медсестёр его больницы, задушенной около её дома. Ему и Брюсу, его физиотерапевту, удаётся спасти её, но маньяк насилует и душит другую женщину вместо неё. Джонни и Шериф Бэннерман разыскивают маньяка, им оказывается старый друг Уолта и помощник шерифа. |                             |                  |  |  |  |  |
| 3 | «Качество жизни»            | 30 июня 2002     |  |  |  |  |
| Джонни возвращается в школу, в которой он преподавал перед своей комой, и нанят в качестве хоккейного тренера. У него видение о сердечном приступе лучшего игрока, он запрещает ему играть в финале и так спасает его жизнь. Горожане не сознают проблему со здоровьем игрока, и полагают, что действия Джона стоили команде их победы в чемпионате, Джон уволен.                                                                                                 |                             |                  |  |  |  |  |
| 4 | «Загадка»                   | 7 июля 2002      |  |  |  |  |
| Джон помогает старику найти потерянную любовь со Второй мировой войны. Он переживает чувства этого человека в видении прежде чем смог воссоединить их. |                             |                  |  |  |  |  |
| 5 | «Неблагоразумное сомнение»  | 14 июля 2002     |  |  |  |  |
| Джонни призван быть присяжным и использует свои способности, чтобы спасти человека от несправедливого осуждения. (По мотивам «12 разгневанных мужчин».) |                             |                  |  |  |  |  |
| 6 | «Дом»                       | 21 июля 2002     |  |  |  |  |
| Джонни видит видения в своём доме о матери, заставляющие его поверить, что преподобный Пурди убил её. Но оказывается, что священник всего лишь скрыл самоубийство матери Джона, выдав его за смерть от естественных причин. |                             |                  |  |  |  |  |
| 7 | «Враждебное сознание»       | 28 июля 2002     |  |  |  |  |
| Джон вдыхает большую дозу кетамина, пытаясь спасти девочку-подростка, убежавшую из дома. Его видения приобретают психоделический оттенок из-за препарата и длятся неестественно долго. Всё же Смиту удаётся найти и спасти беглянку от смерти. |                             |                  |  |  |  |  |
| 8 | «Параллельный мир»          | 4 августа 2002   |  |  |  |  |
| Джонни застрял в видении про параллельный мир, где он женат на Саре, у них есть двое детей, его мать жива, а с Брюссом они даже не знакомы. Предыдущая жизнь, где Джонни был в коме, кажется ему дурным сном. Однако некоторые детали новой реальности заставляют его усомниться в её правдивости. Теряясь в догадках какая же из жизней настоящая, Джонни всё же понимает предупреждение о внезапном взрыве в местном супермаркете и успевает предотвратить его. |                             |                  |  |  |  |  |
| 9 | «Осада»                     | 11 августа 2002  |  |  |  |  |
| Сара входит в банк, который грабит отчаявшийся электрик. Джонни вступает с ним в диалог и должен найти правильную линию поведения, хотя видения каждый раз показывают ему плохой конец. |                             |                  |  |  |  |  |
| 10 | «Здесь обитают чудовища»    | 18 августа 2002  |  |  |  |  |
| Джонни и Брюс останавливаются перекусить в маленьком городке, когда у Джонни внезапно возникает видение, в котором жители хотят сжечь его как колдуна. Узнав, что вчера в городе произошло двойное убийство, Брюс неосмотрительно предлагает местной полиции помощь Джонни. Заподозрив, что столько подробностей преступления может знать только сам убийца, полицейские арестовывают Смита.                                                                      |                             |                  |  |  |  |  |
| 11 | «Обед с Даной»              | 25 августа 2002  |  |  |  |  |
| Дана собирается взять у Джонни интервью, но их встреча больше похожа на свидание. Джонни не может сосредоточится, поскольку видит в своей спальне не только своих близких, но и многих бывших парней Даны. Один из них ревнует девушку до сих пор и хочет убить её. Джонни и Уолт должны остановить его. |                             |                  |  |  |  |  |
| 12 | «Шаман»                     | 8 сентября 2002  |  |  |  |  |
| Джонни пытается понять что означает его видение огромного падающего метеорита и оказывается в беспомощном состоянии в лесной пещере. Он общается с шаманом-индейцем жившем сотни лет назад и помогает ему спасти своё племя от катастрофы. |                             |                  |  |  |  |  |
| 13 | «Судьба»                    | 15 сентября 2002 |  |  |  |  |
| Грег Стиллсон баллотируется в Конгресс США, и Джонни понимает, что его пробуждение от комы имеет некоторое отношение к политическому деятелю. Джонни встречает его через Фонд наследия и испытывает апокалиптическое видение, когда он пожимает руку Стиллсона, о ядерной войне. |                             |                  |  |  |  |  |

### Сезон 2: 2003
| |                                   |                 |  |  |  |  |
| 14(1) | «Долина Тени»                     | 5 января 2003   |  |  |  |  |
| Джонни продолжает исследовать связь Стиллсона с ближайшим апокалипсисом. Тем временем, он и Уолт исследуют похищение ребёнка технического руководителя. Похититель проверяет способности Джонни. |                                   |                 |  |  |  |  |
| 15(2) | «Спуск (Часть 1)»                 | 12 января 2003  |  |  |  |  |
| Группа подростков оказывается запертыми в заброшенной шахте. Уолт и Джонни спасают их, но Уолт оказывается серьёзно раненым и впадает в кому. |                                   |                 |  |  |  |  |
| 16(3) | «Подъём (Часть 2)»                | 19 января 2003  |  |  |  |  |
| Уолт находится в коме, и когда Джонни трогает его, он в состоянии присоединиться к Уолту в своём разуме. Он должен убедить Уолта, что тот хочет жить, и держать его подальше от света. Любовь Уолта к Саре — ключ к его спасению. |                                   |                 |  |  |  |  |
| 17(4) | «Посторонний»                     | 2 февраля 2003  |  |  |  |  |
| Джонни наблюдает рекламу крема для красоты, когда он получает видение того, что этот крем в будущем вызовет многочисленные врождённые дефекты у младенцев. Он должен помочь двум учёным влюбиться, чтобы доказать опасность продукта. |                                   |                 |  |  |  |  |
| 18(5) | «Поспешный»                       | 9 февраля 2003  |  |  |  |  |
| Джонни получает переливание крови и начинает проживать жизни шести доноров, включая бездомного человека. Однажды у него видение как один из доноров умрёт. Джонни должен выяснить, какой донор должен умереть и остановить это. |                                   |                 |  |  |  |  |
| 19(6) | «Шрамы»                           | 16 февраля 2003 |  |  |  |  |
| Джонни пожимает руку противника Стиллсонса в выборах в конгресс и узнаёт, что тот был вовлечён в злодеяние во Вьетнаме. Джонни борется со своей совестью, так как не хочет чтобы Стиллсон выиграл выборы. В конце противник Стиллсона признаётся сам. |                                   |                 |  |  |  |  |
| 20(7) | «Рождённый вне брака»             | 23 февраля 2003 |  |  |  |  |
| Джонни похищен тремя женщинами, делающими документальный фильм. Они исследуют убийство семьи которое произошло двадцать лет назад. У одной из женщин, оказывается, есть секретная связь с инцидентом, и Джонни должен остановить её прежде, чем она сможет убить его и всех кто в доме..                                                                           |                                   |                 |  |  |  |  |
| 21(8) | «Давление каюты»                  | 2 марта 2003    |  |  |  |  |
| Джонни находится в полёте с Преподобным Пурди, когда у него случается видение падения самолёта. Пилоты думают, что он сумасшедший, и Джонни должен убедить их послушать его, чтобы спасти самолёт. |                                   |                 |  |  |  |  |
| 22(9) | «Человек, Который Никогда Не Был» | 9 марта 2003    |  |  |  |  |
| Джонни помогает бывшему шпиону, которого правительство хочет заставить исчезнуть. |                                   |                 |  |  |  |  |
| 23(10) | «Мертвецы Болтают»                | 16 марта 2003   |  |  |  |  |
| Джонни становится связанным с криминалом, когда он предупреждает главаря бандитов о нависшей смерти. Он заинтересовался девушкой босса из-за её связи со Стиллсоном, и затем помогает ей спастись от криминала. |                                   |                 |  |  |  |  |
| 24(11) | «Игра Бога»                       | 30 марта 2003   |  |  |  |  |
| Старый друг средней школы посещает Джонни. Он умирает от проблемы с сердцем. И в видении спасти его может только, то что если Джонни позволит умереть другому человеку, который станет донором сердца, для его друга. Джонни должен выбрать, кого спасти. |                                   |                 |  |  |  |  |
| 25(12) | «Сион»                            | 6 апреля 2003   |  |  |  |  |
| Брюс и Джонни идут на похороны отца Брюса. Брюс испытывает видение, когда Джонни трогает его, и видит то, на что походила бы его жизнь, если бы он остался проповедником в церкви своего отца. |                                   |                 |  |  |  |  |
| 26(13) | «Шторм»                           | 6 июля 2003     |  |  |  |  |
| Брюс берёт Джонни встрече всех его друзей;Которые собрались чтобы помочь Джонни преодолеть его страх видений и самоизоляцию. На пути Джонни должен спасти разных незнакомцев а также друзей от торнадо, который, кажется, следует за ним. Джонни противостоит шторму, предупреждая о нём, и снова использует свои способности чтобы помочь людям.                  |                                   |                 |  |  |  |  |
| 27(14) | «Чума»                            | 13 июля 2003    |  |  |  |  |
| У Джонни есть видение чумы, которая начинается с детей на научной ярмарке. Он и Уолт должны убедить скептического санитарного врача и CDC его способности спасти всех. Он изучает будущее и видит способ лечение за недели до его открытия учёными. |                                   |                 |  |  |  |  |
| 28(15) | «Колдовство Deja»                 | 20 июля 2003    |  |  |  |  |
| Джонни встречает женщину (Рейко Айлесворт) в баре и имеет видение того, что они целовались. Оказывается, что мужчина пытается убить её, и Джонни должен повторить их встречу несколько раз, чтобы спасти её. В одном графике времени они занимаются любовью, но в конце он говорит ей выходить замуж за свою жениха.                                               |                                   |                 |  |  |  |  |
| 29(16) | «Охота»                           | 27 июля 2003    |  |  |  |  |
| Джонни помогает правительству в анти-террористической операции. Его видения приводят команду солдат в ловушку, и Джонни помогает им избежать смертельной перестрелки. |                                   |                 |  |  |  |  |
| 30(17) | «Гора»                            | 3 августа 2003  |  |  |  |  |
| Джонни путешествует пешком с семьёй Сары, чтобы сблизиться с J.J., когда он испытывает видение авиакатастрофы. Они идут, ища это самолёт, наряду со смотрителем парка и местной парой. Эти люди оказались вооружены, и похищают главных героев. Они ищут сокровище, которое было на борту самолёта, и Джонни должен увидеть будущее, где он и семья Сары выживают. |                                   |                 |  |  |  |  |
| 31(18) | «Комбинация»                      | 10 августа 2003 |  |  |  |  |
| У Джонни есть видение боксера, умирающего на ринге. Его предсказание поколебало уверенность боксера, но он не будет останавливать борьбу. Джонни должен тогда солгать и сказать боксеру, что он победит так, у боксера будет уверенность, чтобы изменить его будущее.                                                                                              |                                   |                 |  |  |  |  |
| 32(19) | «Видения»                         | 17 августа 2003 |  |  |  |  |
| Джонни встречает в общем видении с другим коматозником, у кого такие же способности. Человек, оказался из апокалиптического будущего, просит, чтобы Джонни помог спасти его семью. |                                   |                 |  |  |  |  |

### Сезон 3: 2004
| |                               |                 |  |  |  |  |
| 33(1) | «Находя Рэйчел (Часть 1)»     | 6 июня 2004     |  |  |  |  |
| У Джонни есть видение о Рэйчел Колдуэлл, работницы выборной кампании Стиллсона. Он идет, чтобы встретить её, но оказывается два часа спустя без памяти о встрече. Уолт должен арестовать его за убийство.                                                                                                   |                               |                 |  |  |  |  |
| 34(2) | «Находя Рэйчел (Часть 2)»     | 13 июня 2004    |  |  |  |  |
| Джонни пытается найти настоящего убийцу. Он должен убедить Ребекку Колдуэлл (Сара Винтер), сестру жертвы, что он невиновен. В конце один из работников Преподобного Пурди совершает самоубийство и признаётся в её убийстве.                                                                                |                               |                 |  |  |  |  |
| 35(3) | «Столкновение»                | 20 июня 2004    |  |  |  |  |
| Джонни должен найти исчезнувщую девочку. Но его преследуют видения своей автокатастрофы где он оказался в коме. Он должен разобраться с этим чтоб спасти девочку и себя. |                               |                 |  |  |  |  |
| 36(4) | «Холодная Суровая правда»     | 27 июня 2004    |  |  |  |  |
| Радиокритик (Ричард Льюис) делает пренебрежительные комментарии в эфире о Джонни и Саре. Джонни оскорблен и заявляется к нему в студию и видит что тот падает с крыши. Теперь ему надо помочь радиокритику. В этой серии так же J.J. сказали, что Джонни его биологический отец.                            |                               |                 |  |  |  |  |
| 37(5) | «Полное Понимание»            | 4 июля 2004     |  |  |  |  |
| Правительственное учреждение (Аргон), на который работал Джонни в сезон 2, охотиться на девочку, которая ищет помощи Джонни. Аргон пытается убить их обоих, чтобы заставить их замолчать убийство сенатора.                                                                                                 |                               |                 |  |  |  |  |
| 38(6) | «Вопросы»                     | 18 июля 2004    |  |  |  |  |
| Джонни узнаёт о друге детства Уолта, когда выпущенный из тюрьмы он берёт оружие Уолта. Теперь Джонни и Уолт должны остановить его прежде, чем ему причинят вред или же он причинит кому-то вред. |                               |                 |  |  |  |  |
| 39(7) | «Зеркало»                     | 25 июля 2004    |  |  |  |  |
| Человек трогает Джонни в аллее, и у него есть видение мужчин, носящих маски и убивающих молодую женщину. Это оказывается инсценировкой братьев-близнецов в местной юридической школе. Они разоблачают способности Джонни. Но тогда же один из близнецов действительно убивает женщину как в видении Джонни. |                               |                 |  |  |  |  |
| 40(8) | «Говорите Теперь»             | 1 августа 2004  |  |  |  |  |
| Джонни сопровождает Сару на свадьбу и видит прикоснувшись к жениху, что он возражает против их свадьбы. Оказывается что её первый жених не умер. |                               |                 |  |  |  |  |
| 41(9) | «Цикл Насилия»                | 8 августа 2004  |  |  |  |  |
| У Джонни есть видение школьной стрельбы. Но это оказывается видением о далёком будущем где школьник убивает педофила. Но из-за его видений в школе появляются вооружённые охранники которые случайно убивают другого ученика.                                                                               |                               |                 |  |  |  |  |
| 42(10) | «Инстинкт»                    | 15 августа 2004 |  |  |  |  |
| Все животные сходят с ума, нападая на горожан. Джонни узнаёт, что причина нападений состоит в том, что животные ощущают, что дамба собирается сломаться и затопить город. |                               |                 |  |  |  |  |
| 43(11) | «Тени»                        | 22 августа 2004 |  |  |  |  |
| У Джонни есть видение себя убивающего какого-то человека. Как оказалось в каком то парке этот человек случайно зарежет Уолта. Джонни смог увидеть всю картину и таком образом спасти Уолта и не убить никого.                                                                                               |                               |                 |  |  |  |  |
| 44(12) | «Переломный момент (Часть 1)» | 22 августа 2004 |  |  |  |  |
| Джонни и Ребекка идут в больницу для тестов, чтобы остановить головные боли Джонни и затемнения. Джонни должен прооперироваться, но он сбегает, чтобы попытаться помешать Ребекке отомстить Стиллсону за её сестру Рэйчел.                                                                                  |                               |                 |  |  |  |  |

### Сезон 4: 2005
| |                                     |                 |  |  |  |  |
| 45(1) | «Сломанный Круг (Часть 2)»          | 12 июня 2005    |  |  |  |  |
| Джонни от будущего говорит с Джонни через оголовье его трости и пытается заставить Джонни позволить Ребекке убить Стиллсона. Джонни узнаёт, что именно отец Стиллсона убил сестру Ребекки, и должен остановить Ребекку прежде, чем она убьёт Грега Стиллсона.                                                                                           |                                     |                 |  |  |  |  |
| 46(2) | «Коллекционер»                      | 19 июня 2005    |  |  |  |  |
| Молодая женщина похищена маньяком, который пытается сделать из неё идеальную женщину для себя. Как оказалось он похищал и других женщин, только ранее он отпускал их на свободу. Джонни нашёл одну из его жертв, чтоб она смогла ему помочь найти маньяка. Но как оказалось эта женщина сама сумасшедшая которая хотела воссоединиться с этим маньяком. |                                     |                 |  |  |  |  |
| 47(3) | «Диплопия»                          | 26 июня 2005    |  |  |  |  |
| Алекс Синклер, экстрасенс женского пола, тесты, затем помогают Джонни. Глупый мальчик приводит её к своему отцу, который хочет убить докторов и страховых агентов, связанных с госпитализацией его сына. Джонни останавливает человека и спасает экстрасенса женского пола, когда она входит в анафилактический шок.                                    |                                     |                 |  |  |  |  |
| 48(4) | «Натюрморт»                         | 10 июля 2005    |  |  |  |  |
| Джонни получает живопись в почте и получает видение убиваемой модели живописи. Дочь известного художника ревнует к модели своего отца, и пытается убить её. |                                     |                 |  |  |  |  |
| 49(5) | «Герои & Демоны»                    | 17 июля 2005    |  |  |  |  |
| Аутичный мальчик путешествует через государство, чтобы получить помощь Джонни в доказательстве невиновности в его отце, бывшем полицейском, который находится в камере смертников. С помощью рисунков мальчика Джонни доказывает, что настоящий преступник — партнёр полицейского.                                                                      |                                     |                 |  |  |  |  |
| 50(6) | «Последнее До свидания»             | 24 июля 2005    |  |  |  |  |
| Известная мысль музыканта, мёртвая в течение 20 лет, жива. Джонни и Сара воссоединяют его со своим сыном, и ловят друга музыканта. Друг убил подругу музыканта, заставляя его фальсифицировать его собственную смерть. |                                     |                 |  |  |  |  |
| 51(7) | «Зерна Песка»                       | 31 июля 2005    |  |  |  |  |
| Джонни спасает ребёнка, но неспособен спасти мать it. Родители ребёнка — незаконные иммигранты, и Джонни должен воссоединить ребёнка с его отцом и спасти группу мексиканских иммигрантов от недобросовестных американских волков. |                                     |                 |  |  |  |  |
| 52(8) | «Авангард»                          | 7 августа 2005  |  |  |  |  |
| Один из бывших студентов Джонни — учёный. Джонни помогает ему в лаборатории и видит, что прорыв собирается привести к лучшему оружию массового поражения. Прежний студент испуган в этом и пытается разрушить свою работу. Он преуспевает (главным образом), но убит секретной организацией что спины Стиллсон и Пурди.                                 |                                     |                 |  |  |  |  |
| 53(9) | «Лепет На»                          | 14 августа 2005 |  |  |  |  |
| Реконструкции в доме Джонни заставляют его испытывать заключение своего отца в Психиатрическую больницу. Как ребёнок, Джонни сказал его отцу строительного краха в будущем, и люди думали, что его отец был безумен, когда он попытался остановить его. В подарке Джонни эвакуирует здание как раз вовремя.                                             |                                     |                 |  |  |  |  |
| 54(10) | «Приходить домой»                   | 21 августа 2005 |  |  |  |  |
| Отец Сары двигается в отставку домой около неё. Она и посещение Джонни и Джонни получают видение трупов. Один из рабочих дома продаёт тела жителей незаконно. Кроме того, Сара повторно соединяется со своим отцом.. |                                     |                 |  |  |  |  |
| 55(11) | «Спасенный»                         | 28 августа 2005 |  |  |  |  |
| Подруга Стиллсона, Миранда Эллис, пропадает без вести, приплывая со Стиллсоном. Стиллсон просит, чтобы Джонни помог найти её, и они сотрудничают. Оказывается, что она убегает от Стиллсона, и Джонни пытается помочь ей сбежать, но секретная организация угрожает жизни Джонни, и она соглашается выйти замуж за Стиллсона.                           |                                     |                 |  |  |  |  |
| 56(12) | «Очень Мёртвое Зональное Рождество» | 4 декабря 2005  |  |  |  |  |
| Алекс Синклер навещает Джонни для Рождества, и общее видение приводит их к человеку страдающего амнезией, одетому как нападавший Санта. Грабители — дети, и Джонни воссоединяет их с их отцом как они, друзья Джонни, и Санта празднует Рождество. Санта, оказывается, известный актёр.                                                                 |                                     |                 |  |  |  |  |

### Сезон 5: 2006
| |                           |                 |  |  |  |  |
| 57(1) | «Запретный плод»          | 18 июня 2006    |  |  |  |  |
| Джонни пытается убедить Миранду, что она не должна выйти замуж за Стиллсона, но она чувствует, что это — её единственный выбор. Джонни наконец начинает проходить ей, но Янус даёт её отравленные сережки, и она умирает. |                           |                 |  |  |  |  |
| 58(2) | «День независимости»      | 25 июня 2006    |  |  |  |  |
| Джонни и Брюс застревают в пробке, вызванной, когда полиция ищет сбежавшего заключённого. Они должны помочь беременной женщине, и мешать Брюсу умереть, с помощью полицейского. Чиновник, оказывается, сбежавший преступник, исполняя роль полицейского. |                           |                 |  |  |  |  |
| 59(3) | «Паника»                  | 2 июля 2006     |  |  |  |  |
| Травмированный мальчик стучит в дверь Джонни; он находится в Программе Защиты Свидетеля и преследуется двумя убийцами. У Джонни есть видения параллельной ситуации, вовлекающей его дедушку, который помогает ему, Уолту, и J.J. остаются в живых. |                           |                 |  |  |  |  |
| 60(4) | «Статьи Веры»             | 9 июля 2006     |  |  |  |  |
| Дана вернулась, и она помогает Джонни решить по-видимому преступление на почве ненависти. Белый сторонник превосходства признаётся в преступлении, но человек был фактически убит его закрытым гомосексуальным возлюбленным. Джонни должен спасти расиста от гомосексуального убийцы, который хочет убить его прежде, чем он сможет отречься.                        |                           |                 |  |  |  |  |
| 61(5) | «Тайный агент»            | 16 июля 2006    |  |  |  |  |
| У Организации Наследия Веры есть показ религиозных экспонатов. Грабители пытаются украсть кость пальца Иоанна Крестителя, в то время как Джонни пытается остановить плохих грабителей, и помогает хорошему грабителю; настоящий владелец кости. Пурди просит, чтобы Джонни коснулся кости и восстановил его веру, но колебания Джонни.                               |                           |                 |  |  |  |  |
| 62(6) | «Лихорадка лото»          | 23 июля 2006    |  |  |  |  |
| Человек, который Джонни неосторожно помог выиграть лотерею, похищает Джонни; победа разрушила его жизнь. Он вынуждает Джонни помочь в грабеже, прежде, чем показать, что его оружие пусто. Джонни пытается помочь ему, играя в покер, теряя деньги, полученные в грабеже. Уолт тогда экономит их от наемного убийцы, ранее нанятого лотерейным победителем.          |                           |                 |  |  |  |  |
| 63(7) | «Симметрия»               | 30 июля 2006    |  |  |  |  |
| Джонни неоднократно испытывает ситуацию с домашним насилием, с каждой из вовлечённых точек зрения различных народов. Оказывается, что он находится в дроссельной катушке, держатся, и нехватка кислорода заставляет его видения выйти из строя. Джонни останавливает ситуацию прежде, чем любой будет убит.                                                          |                           |                 |  |  |  |  |
| 64(8) | «Вихрь»                   | 6 августа 2006  |  |  |  |  |
| У Джонни есть видение маленькой девочки, убиваемой миной. Культовый лидер приводит своих последователей к бедствию стиля Уэйко, и Джонни должен победить участников через минное поле, в то время как Уолт имеет дело с некооперативом ФБР. |                           |                 |  |  |  |  |
| 65(9) | «Открытия»                | 13 августа 2006 |  |  |  |  |
| Женщина, утверждающая быть дочерью Преподобного Пурди, обнаруживается, и у Джонни есть видение Преподобного в опасности. Вера Пурди, заживающая в 60-х неосторожно, вызвала смерть матери женщины, и она ищет месть, наряду с бывшим другом Пурди. Прежний друг пытается «утопить» Пурди в бункере зерна, но Джонни убеждает женщину помогать ему спасти Священника. |                           |                 |  |  |  |  |
| 66(10) | «В Сердце тьмы (Часть 2)» | 20 августа 2006 |  |  |  |  |
| Женщина с сезона 4 «коллекционер» вернулась, и она похищает Сару и J.J. Она хочет совершить самоубийство полицейским, и убеждает Уолта, что убила Сару. Уолт почти стреляет в неё, но Джонни останавливает его, и Сара и J.J., оказывается, в порядке. |                           |                 |  |  |  |  |
| 67(11) | «Охотничья Сторона»       | 27 августа 2006 |  |  |  |  |
| У Джонни есть видение убиваемого вице-президента. Янус и Стиллсон создают радио-ведущего ток-шоу для убийства, во время охотничьей поездки со Стиллсоном и VP. Они заставляют это быть похожим, что Стиллсон убил человека в акте героизма, и Стиллсон — теперь лидер, чтобы вступить во владение как VP США.                                                        |                           |                 |  |  |  |  |

### Сезон 6: 2007
| |                   |                  |  |  |  |  |
| 68(1) | «Наследие»        | 17 июня 2007     |  |  |  |  |
| Джонни видит себя на похоронах Уоллта и понимает, что что-то произойдёт на фестивале, который устраивает "Наследие Веры". Он пытается предотвратить беду, но получается, что именно Джонни послал Уоллта на смерть. |                   |                  |  |  |  |  |
| 69(2) | «Эго»             | 24 июня 2007     |  |  |  |  |
| Джонни не может найти общий язык с новым шерифом полицейского управления округа Пенобскот. Его посещает видение убийства молодой женщины, которая оказывается психиатром. Ей угрожает человек с раздвоением личности и ревнивый бывший муж. |                   |                  |  |  |  |  |
| 70(3) | «Возвращение»     | 1 июля 2007      |  |  |  |  |
| Джонни видит, что на борту американского космического корабля возникли неполадки, которые могут привести к катастрофическим последствиям и вынужден работать с вице-президентом Стиллсоном, чтобы спасти команду. |                   |                  |  |  |  |  |
| 71(4) | «Купол цирка»     | 8 июля 2007      |  |  |  |  |
| Выясняя чем занимается Джей-Джей вместо посещения тренировок, Джонни приходит в бродячий цирк, готовящий программу «Алиса в Стране чудес». С Джей-Джеем всё в порядке: он просто очень заинтересовался 14-летней девочкой-акробаткой. А вот Джонни посещает видение убитой в зеркальной комнате блондинки. Пытаясь выяснить, видение это прошлого или будущего, Джонни замечает, что у Джей-Джея, похоже, тоже есть экстрасенсорные способности. |                   |                  |  |  |  |  |
| 72(5) | «Преданный земле» | 15 июля 2007     |  |  |  |  |
| Во время игры в гольф Джонни посещает видение человека, похороненного заживо. Он пытается найти и спасти его. |                   |                  |  |  |  |  |
| 73(6) | «Выключатель»     | 22 июля 2007     |  |  |  |  |
| Джонни предпринимает путешествие на поезде, где его посещает видение кого-то, сбросившего женщину с последней площадки вагона. Увидев будущую жертву, экстрасенс пытается помочь ей, но сама женщина делает всё, чтобы видение стало реальностью. |                   |                  |  |  |  |  |
| 74(7) | «Оцепенелый»      | 29 июля 2007     |  |  |  |  |
| Сара и Джонни едут в другой город на концерт, но на обратном пути из-за внезапного приступа аппендицита Джонни попадает в больницу. Во время осмотра он бессвязно бормочет фразы, из которых Сара понимает, что у Смита видения. Внезапно после операции Джонни опять впадает в кому и Сара понимает, что что-то тут не так... |                   |                  |  |  |  |  |
| 75(8) | «Результат»       | 5 августа 2007   |  |  |  |  |
| Джонни должен встретить на автовокзале подругу Сары и помочь ей с вещами. Но внезапное видение взрыва в зале ожидания нарушило все планы. |                   |                  |  |  |  |  |
| 76(9) | «Нарушение»       | 12 августа 2007  |  |  |  |  |
| Джонни видит обряд экзорцизма, проведённый местным священником. Раскручивая обстоятельства, он убеждается, что речь идёт об убийстве молодой женщины и пытается понять кто убийца. |                   |                  |  |  |  |  |
| 77(10) | «Дрейф»           | 19 августа 2007  |  |  |  |  |
| Джонни приезжает на ипподром проведать Брюса, который занимается реабилитационной медициной с жокеями. Смита посещает видение, связанное, как он думает, с похищением скаковой лошади Дрейф, фаворитки предстоящего забега. Тем временем, Стиллсон старается сблизиться с Сарой и Джей-Джеем. Сара обвиняет Джонни в том, что он скрыл от неё видение смерти Уолта. |                   |                  |  |  |  |  |
| 78(11) | «Изгнание»        | 26 августа 2007  |  |  |  |  |
| Пытаясь разобраться в своих отношениях с Сарой, Джонни решает, что какое-то время ему надо побыть одному и предпринимает небольшое путешествие по стране. В штате Мен его настигает видение смерти его подруги-экстрасенса Алекс. Послав предупреждение не посещать определённый город, Джонни неожиданно застряёт именно там. Любопытная Алекс приезжает в городок, и не только спасает Смита, но и находит потерянного близкого человека. Тем временем, Сара решает съехать из дома Джонни и всё больше проникается доверием к Стиллсону, у которого есть важная информация о расследовании Уолта. |                   |                  |  |  |  |  |
| 79(12) | «Засада»          | 9 сентября 2007  |  |  |  |  |
| Джонни увеличивает своё исследование в случай Уолта, чтобы спасти его отношения с Сарой, и обнаруживает связь с шерифом Тёрнером. |                   |                  |  |  |  |  |
| 80(13) | «Развязка»        | 16 сентября 2007 |  |  |  |  |
| Видения Уолта приводят Джонни к его отцу и отвратительному открытию. Кроме того, видение Армагеддона вновь появляется Джонни и Джей-Джею также. Сара расстаётся со Стиллсоном и вместе с Джей-Джеем возвращается к Джонни. |                   |                  |  |  |  |  |